# Capella del Palau
La Capella del Palau o de la Mare de Déu de la Victòria és una església situada al carrer d'Ataülf, 4 de Barcelona, catalogada com a bé cultural d'interès local. És l'única part que s'ha conservat del desaparegut Palau Reial Menor, que al segle xiii era la seu de la comanda o convent de l'Orde del Temple a la ciutat.

## Història
Sembla que la seva construcció  té a veure amb la «donació d'una casa emmurallada i emmerletada construïda parcialment en els murs de l'antiga muralla romana i tocant al castell de Regomir», que un tal Ramon Massanet havia fet a l'Orde del Temple. Les obres haurien començat cap al 1245, sota el mandat del comanador Pere Gil.
A les Corts de Montsó de 1542, Carles I donà el patronat de la Reial Capella a Juan de Zúñiga-Avellaneda y Velasco (1448-1546), comanador major de l'Orde de Sant Jaume de l'Espasa i pare de Lluís de Requesens i de Zúñiga (1528-1576). Juan de Zúñiga i la seva sogra Hipòlita de Roís de Liori i de Montcada (1479-1546) van encarregar-ne la reforma al mestre de cases Andreu Matxí, que hi construí el panteó familiar, així com tres capelles i una sagristia (1542-1547). Molt probablement, la seva intervenció va ser coordinada amb el fuster Antoni Carbonell fill, autor del sostre enteixinat de l'escala del Palau del Lloctinent i responsable intel·lectual de les reformes dutes al Palau en aquella època.
El 1857, quan aquest fou venut a Manuel de Compte, el mestre d'obres Josep Nolla bastí al darrere de la capella una casa amb l'escut dels comtes de Sobradiel sobre el portal d'entrada (Palau, 3), que hostatjaria l'arxiu. El 1921, aquests el van cedir, juntament amb la capella, als jesuïtes, que el 1976 el traslladaren a Sant Cugat del Vallès.

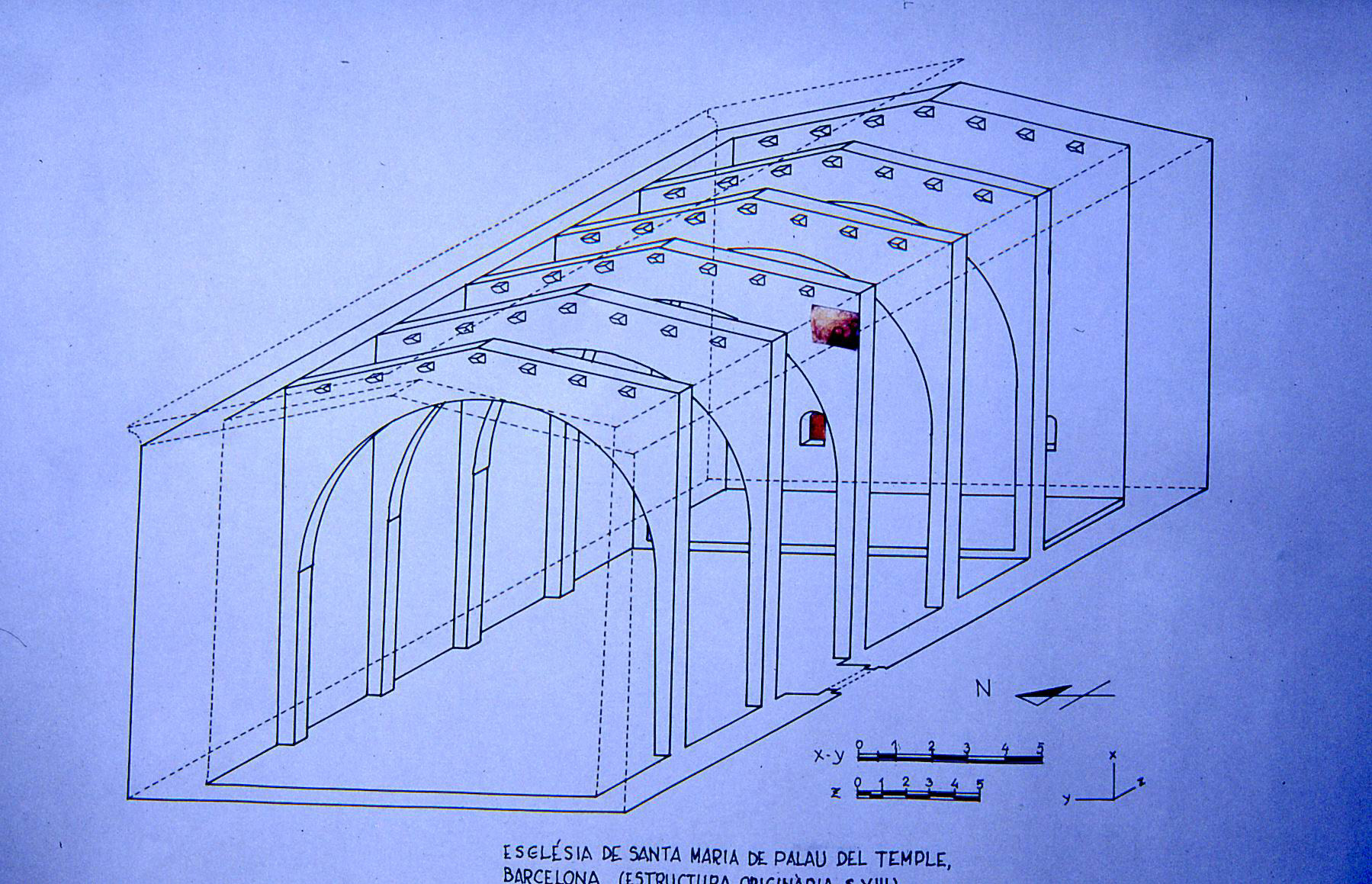
Capella de la casa del Temple (perspectiva caballera)

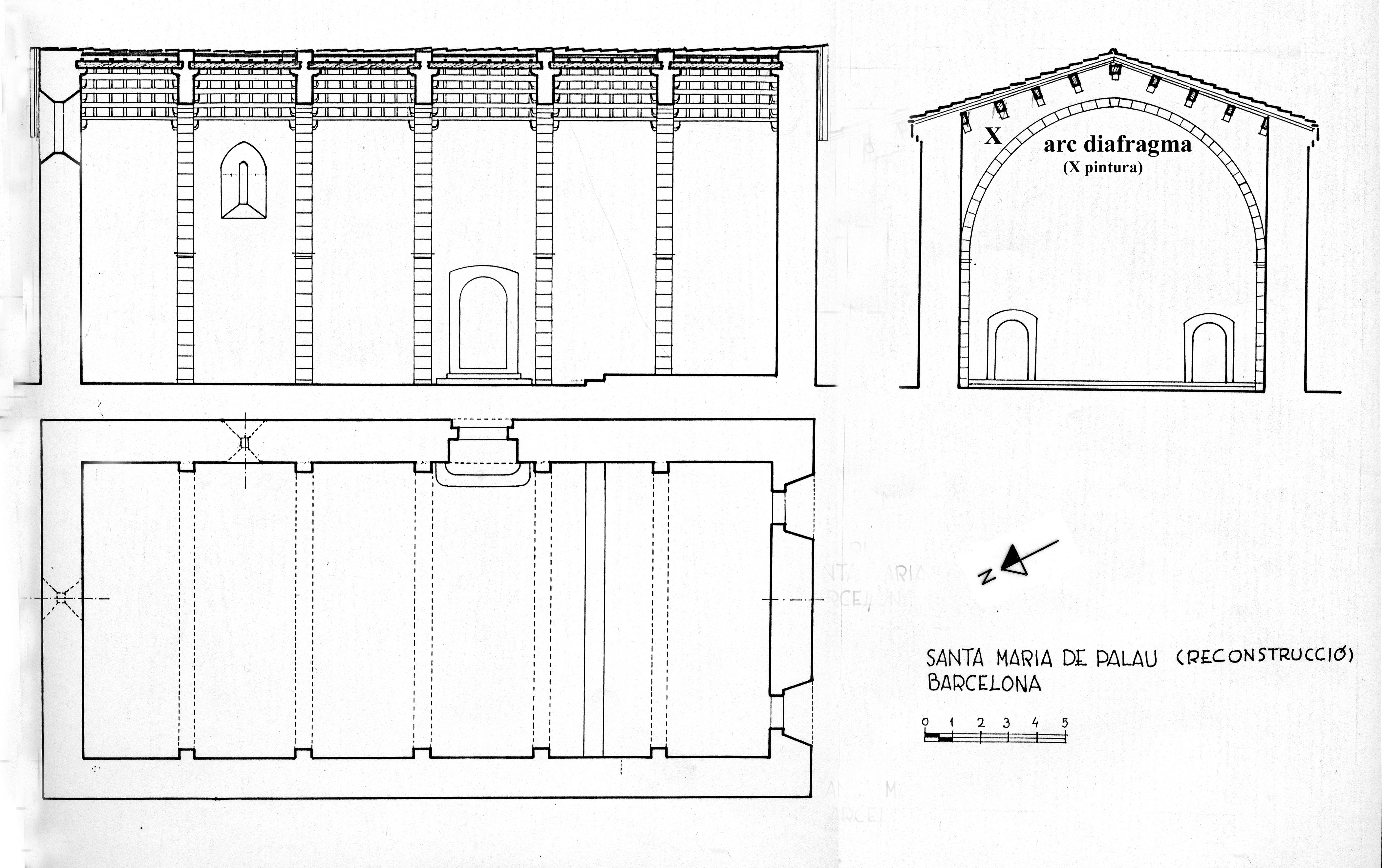
Reconstrucció de la capella al, amb indicació del lloc on es troben les restes de pintura mural

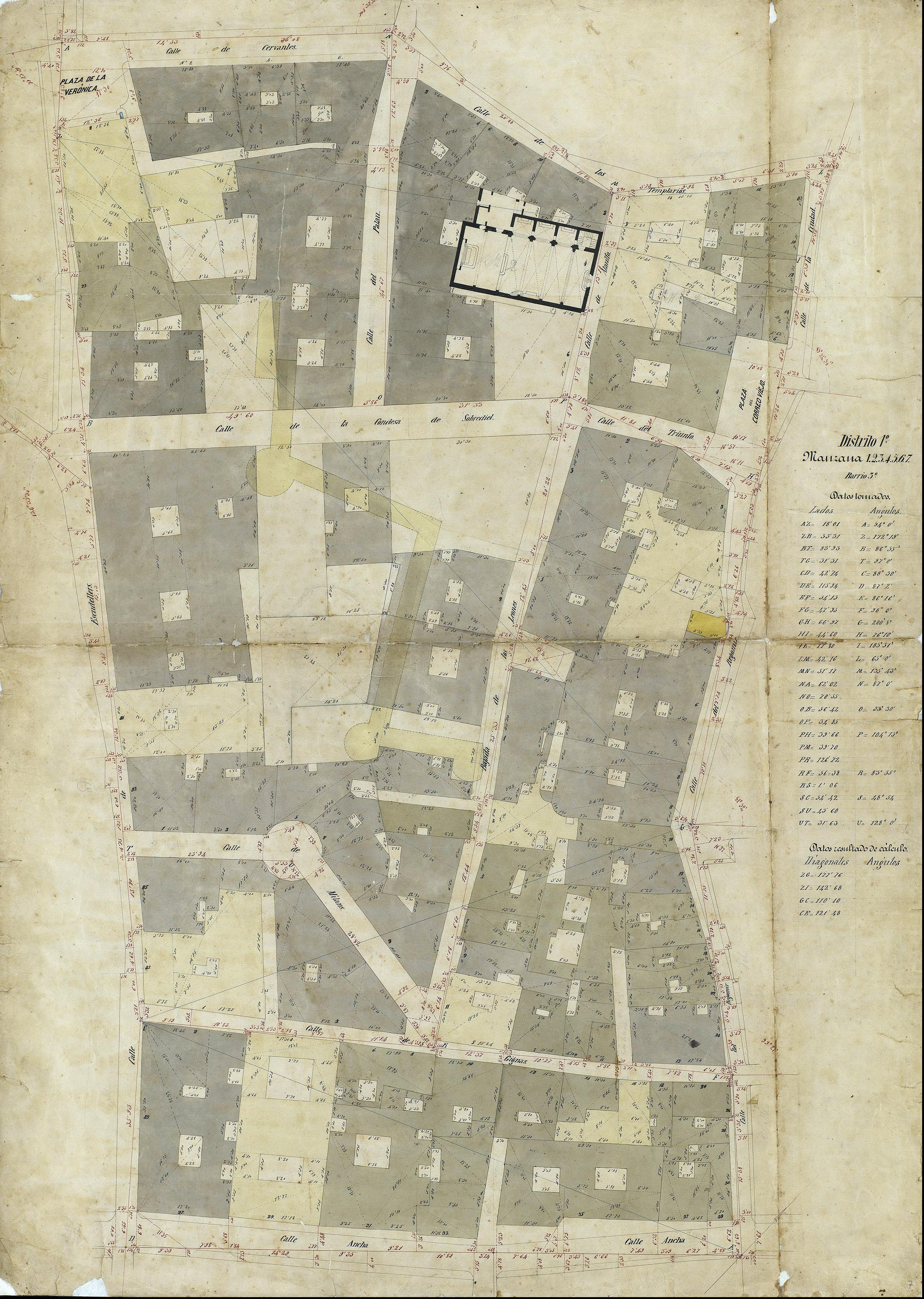
Quarteró núm. 7 de Garriga i Roca (c. 1860)

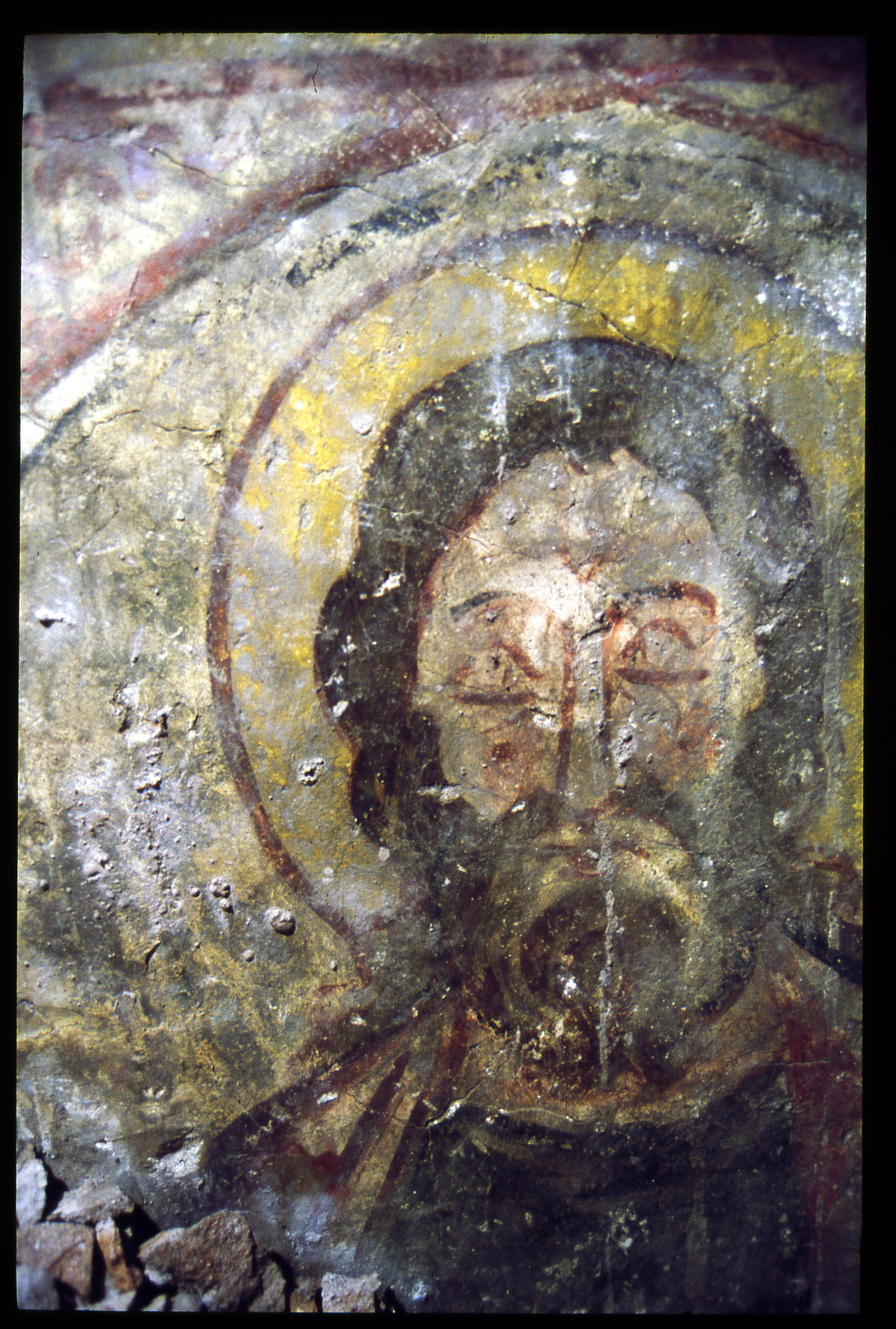
Restes de pintura mural, que decoraven els arcs diafragma de l'església, actualment amagades per la volta de creueria

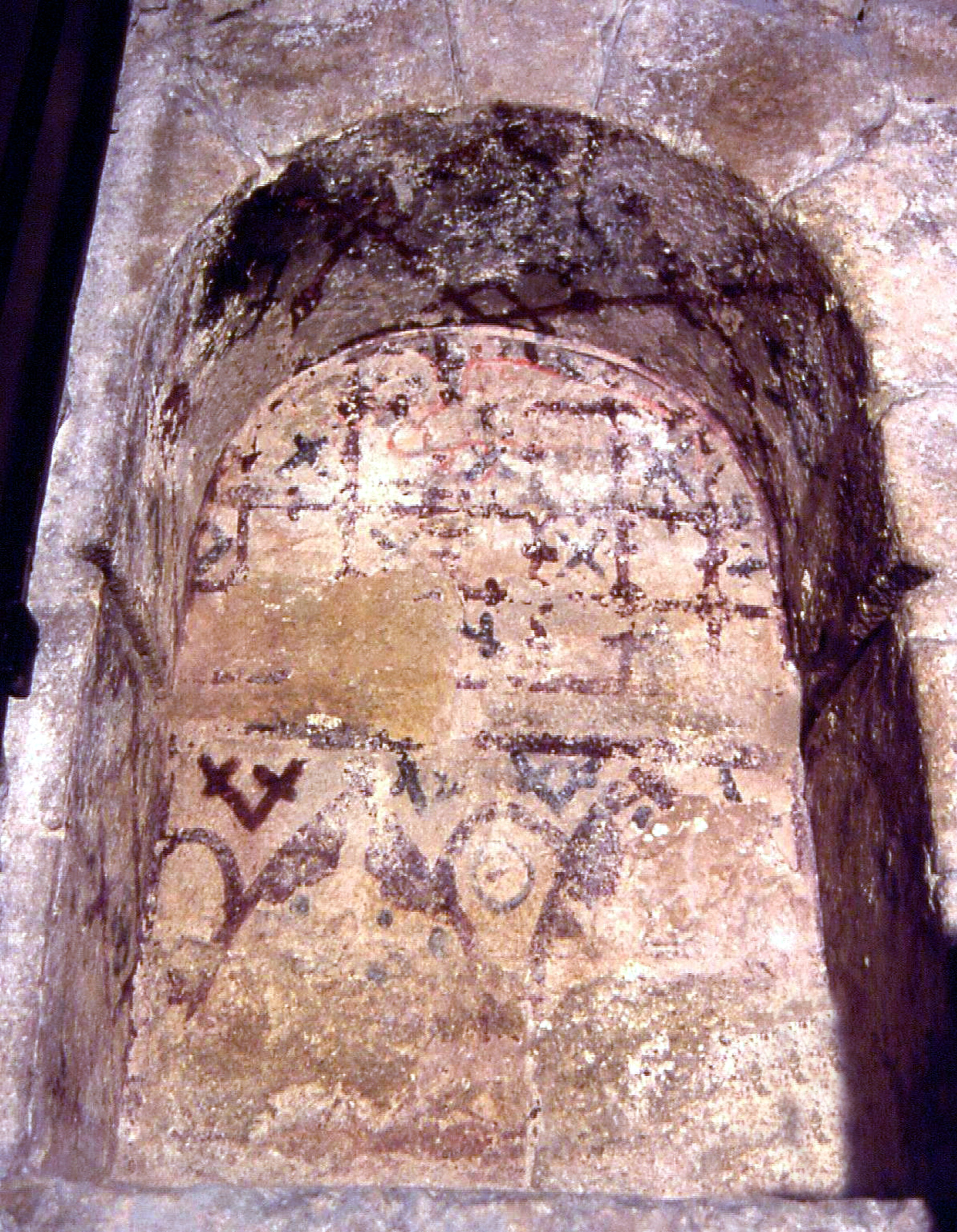
Armari litúrgic del presbiteri

## Descripció
Es tracta d'un temple de nau única i capçalera plana, orientada al sud-oest. Els murs tenen un gruix d'1,5 m i la planta mesura 25 m de llarg per 10,65 m d'ample. La nau està dividida en sis trams per cinc arcs diafragma lleugerament apuntats i de la mateixa altura que llum, és a dir, 10,65 m; cada tram està cobert amb una volta de creueria d'un gòtic tardà.
El 1857, la porta primitiva de la capella, situada en el mur lateral del costat de l'Evangeli i que comunicava amb el pati interior del Palau, fou tapiada, i part dels seus elements romànics, d'arquivoltes esculpides i mènsules figuratives, ornaments típics del romànic tardà, foren utilitzats en el frontispici neoromànic del carrer d'Ataülf, projectat per Elies Rogent el 1868. Aquest es presenta parcialment revestit amb un arrebossat de tonalitat marró. Les motllures de l'extradós descansen sobre dues mènsules esculpides de la mateixa època, amb uns alts relleus molt interessants que representen personatges al·legòrics. La porta es troba emmarcada i rematada per un element triangular que recorda en certa manera un frontó. Rogent hi va afegir la rosassa i el coronament triangular, on es disposen dues filades d'arcuacions ascendents que prenen com a referència alguns models romànics pirinencs.
A l'interior, la capella conserva interessants mostres artístiques del segle xvi, patrocinades per la família Requesens, com la imatge d'alabastre de la Mare de Déu de la Victòria al presbiteri, contractada el 1556 junt amb uns retaules de fusta a Martín Díez de Liatzasolo, i una de les tres grans taules (la Pietat) que Isaac Hermes Vermey pintà cap al 1576 per a les capelles laterals (les altres dues i el retaule major del mateix autor foren destruïdes l'any 1936).
El presbiteri es presenta com un espai ampli, de capçalera plana i cobert amb una volta estrellada; tot i que el tram immediat està cobert amb una volta de creueria, presenta diversos arcs entrellaçats rematats amb un floró que tenen únicament una funció decorativa i no pas estructural. Al costat de l'Epístola s'obren tres capelles laterals cobertes amb volta de creueria i obertes a la nau a través d'arcs conopials, al damunt de les quals hi ha unes tribunes en voladís amb llosana i barana de pedra, unides entre si per un pas i obertes a la nau amb un arc lobulat. A la tercera capella hi ha una porta que comunica amb la sagristia i amb les dependències de l'actual residència de la comunitat de jesuïtes que regenta la capella, dos pisos moderns que hi ha a sobre. Al costat de l'Evangeli es repeteix el programa, però amb les capelles insinuades, que no foraden el mur, comunicades entre si a través d'unes petites obertures d'arcs de mig punt (que semblen fruit d'una reforma posterior) i amb finestrals de contorn ogival a sobre.
L'absis és semi-hexagonal, amb coberta semblant a la de les tramades, i fou realitzat amb llambordes de carrer per Rogent. Sobre l'església es construí darrerament un pis que serveix de biblioteca.

### Pintures murals
És probable que tot el temple hagués estat pintat al fresc, com s'esdevingué, a partir del segle xiii, a les principals capelles de l'Orde del Temple. Les restes de pintura es localitzen en dos armaris litúrgics de l'antic presbiteri, en dues creus de consagració, també del presbiteri, i en els arcs diafragma, actualment amagats damunt de la volta de la nau. La tècnica emprada, segons una primera impressió que caldrà que confirmi l'analítica, és el mal anomenat fresco secco o el tremp de cola utilitzat al segle xiii.
Els armaris litúrgics són els típics armaris de paret al mur de l'absis, a un i altre costats de l'altar major (en l'orientació primitiva), que servien per guardar la reserva eucarística i altres objectes de culte. Actualment, els de l'església de Palau són als costats de la porta principal, que fou oberta al segle xvi, quan convertiren la capçalera en frontispici. Conserven part de la pintura mural que revestia tot l'interior. És una decoració esquemàtica amb una temàtica figurativa de caràcter simbòlic, envoltada d'un fons decoratiu geomètric. L'un presenta motius geomètrics: quadrats, creus, sanefes amb arcs trilobulats de colors blau i roig. La decoració de l'altre armari està força malmesa, sobretot al departament inferior, on no es veu res. A la lluneta es conserva prou bé la pintura, que representa tres elements decoratius de tipus vegetal: pinyes o cards inspirats en el repertori decoratiu oriental i flors de lis. En aquest cas, a més del blau ultramar i el roig anglès s'ha utilitzat el vermell cadmi utilitzat en unes creus inscrites als quadrats. Aquesta pintura recorda els fons de les miniatures de l'escola parisenca d'il·luminadors tot i que, en certa manera, resulta força maldestra.
Als murs laterals, al mig de cada tram i a uns tres metres d'altura, hi havia les creus de consagració preceptives. De les dotze que hi solien haver, només han quedat les dues del primer tram. Són creus gregues floronades, inscrites en una circumferència i pintades al fresc, creu i circumferència, sobre el mur. Avui els dos cercles de les creus apareixen retallats sobre el mur de pedra, que fou repicat no fa massa anys per seguir la nefasta moda de deixar la pedra vista. Hom té la impressió que les creus formaven part de les composicions pictòriques que adornaven els laterals de la nau.
Fa poc temps, foren practicades diverses cales (o forats) als revoltons de rajola que tapen els mutilats arcs diafragmes per damunt de la volta. Les cales (d'uns 5 cm de diàmetre) van deixar veure restes de pintura mural sobre els diafragmes. En eixamplar fins a mig metre el forat del quart diafragma (costat nord, d'esquena a l'antic presbiteri), s'ha pogut veure bé un fragment de fresc que mesura 1,20 m d'alt per 1,50 m d'ample. Al fragment hi ha representada la part superior d'una figura masculina, des del cap fins al pit, emmarcada per un arc de mig punt traçat amb doble línia, roja i negra, inscrit en un rectangle roig. Als carcanyols hi ha decoració vegetal roja i blava, i al damunt del rectangle, una sanefa de trilòbuls, pintats amb blau ultramar, iguals que els que hi ha a l'armari del presbiteri, a l'interior dels quals hi ha flors de lis. La figura, tant pel que fa als trets anatòmics com a l'abillament, és de bona execució. Representa un personatge masculí que mira endavant amb expressió hieràtica amb trets d'inspiració romànica als ulls, nas i llavis, dibuixats amb doble traç roig i negre. Duu cabell i barba negres i arrissats, ben dibuixats amb les corbes ja pròpies del gòtic lineal. Un nimbe groc resseguit per una circumferència roja li envolta la testa, i vesteix una túnica blava amb mantell roig al damunt. Al costat esquerre s'hi endevina la part superior d'un llibre que deu aguantar amb la mà, detall que permet suposar que es tracta d'un apòstol representat dempeus. La disposició i les mesures de la figura indiquen que ocupava la part inferior del triangle curvilini que forma l'arc diafragma amb el mur lateral i el sostre; com que els arcs eren aproximadament un metre més alts, s'ha d'entendre que la composició pictòrica arribava fins allí. És probable que en altres diafragmes es repetís la composició amb altres apòstols. La tècnica i els pigments emprats, tant en el diafragma com en els armaris, són els mateixos, però la factura és molt més acurada a la figura de l'apòstol. L'estil que s'aprecia a la figura de l'apòstol encaixa perfectament en les característiques de l'incipient gòtic lineal de la segona meitat del segle xiii.